# Pogonoperca
Pogonoperca – rodzaj ryb okoniokształtnych z rodziny strzępielowatych.

## Klasyfikacja
Gatunki zaliczane do tego rodzaju:
- Pogonoperca ocellata
- Pogonoperca punctata